# Os Castros (przystanek kolejowy)
Os Castros – przystanek kolejowy kolei wąskotorowej FEVE w Ribadeo, w Galicji, w Hiszpanii.
| Os Castros                      |  |                         |
| Linia Ferrol – Gijón (139,6 km) |  |                         |
| Esteiroodległość: 1,2 km        |  | Rinlo odległość: 1,8 km |